# أوجين كارون
أوجين كارون (بالفرنسية: Eugène Caron)‏ هو مغني أوبرا ومغني فرنسي، ولد في 4 نوفمبر 1834، وتوفي في 1903.